# Mary Mohler
Mary Elizabeth Mohler (nacida Mary Elizabeth DeScenza, 17 de septiembre de 1984) es una deportista estadounidense que compitió en natación, especialista en el estilo mariposa.
Ganó una medalla de plata en el Campeonato Mundial de Natación de 2001, tres medallas en el Campeonato Mundial de Natación en Piscina Corta entre los años 2002 y 2008, y dos medallas en el Campeonato Pan-Pacífico de Natación, plata en 2002 y bronce en 2006.

## Palmarés internacional
| Campeonato Mundial                  | Campeonato Mundial            | Campeonato Mundial | Campeonato Mundial |
| Año                                 | Lugar                         | Medalla            | Prueba             |
| ----------------------------------- | ----------------------------- | ------------------ | ------------------ |
| 2001                                | Fukuoka (Japón)               | Medalla de plata   | 4 × 100 m estilos  |
| Campeonato Mundial en Piscina Corta |                               |                    |                    |
| Año                                 | Lugar                         | Medalla            | Prueba             |
| 2002                                | Moscú (Rusia)                 | Medalla de bronce  | 200 m mariposa     |
| 2004                                | Indianápolis (Estados Unidos) | Medalla de plata   | 200 m mariposa     |
| 2008                                | Mánchester (Reino Unido)      | Medalla de oro     | 200 m mariposa     |
| Campeonato Pan-Pacífico             |                               |                    |                    |
| Año                                 | Lugar                         | Medalla            | Prueba             |
| 2002                                | Yokohama (Japón)              | Medalla de plata   | 200 m mariposa     |
| 2006                                | Victoria (Canadá)             | Medalla de bronce  | 100 m mariposa     |